# Chardonneret à tête noire
Spinus notatus
Espèce
Statut de conservation UICN

 LC  : Préoccupation mineure
Le Chardonneret à tête noire (Spinus notatus, anciennement Carduelis notata) est une espèce de passereaux de la famille des fringillidés (ou Fringillidae).

## Description
Cet oiseau mesure environ 12,5 cm de longueur. Il présente un net dimorphisme sexuel.
Le mâle a la tête noire, le dessus du corps vert olive, le croupion et la base de la queue jaunes, l'extrémité de celle-ci noire, tout comme les ailes arborant une bande jaune verdâtre à la base des rémiges.
La femelle, plus terne, présente un plumage gris olive.
Les deux sexes ont le bec gris noir, les yeux et les pattes marron foncé.

## Distribution
Mexique, Guatemala, Belize, Honduras, El Salvador, Nicaragua.

## Sous-espèces
D'après le Congrès ornithologique international, cette espèce est constituée des trois sous-espèces suivantes :
- S. n. notatus (Du Bus de Gisignies, 1847) : centre et sud du Mexique (San Luis Potosi, Hidalgo, Puebla, Oaxaca, Chiapas), Guatemala.
- S. n. forreri (Salvin & Godman, 1886) : nord-ouest du Mexique (nord-est de Sonora, Chihuahua, Durango).
- S. n. oleaceus (Griscom, 1932) : Belize, Honduras, El Salvador, nord du Nicaragua.

La forme C. n. griscomi van Rossem, n’est plus reconnue actuellement.

## Habitat
Selon Howell & Webb (1995), il est inféodé à la forêt de grands conifères et de chênes ainsi qu’à la lisière de la forêt pluviale et à la forêt secondaire de plus basse altitude, entre 2750 et 1 000 m. Il fréquente les pinèdes et les savanes parsemées de pins de basse altitude jusqu’au niveau de la mer surtout dans l’est du Guatemala.

## Alimentation
Howell (1972) avait remarqué qu’ils dépendaient essentiellement des graines d’un carex Hypolytrum schraderianum. Quelle que soit la saison, certains plants avaient des épillets remplis de graines et étaient visités par des individus seuls, des couples ou des groupes. Howell & Webb (1995) ajoutent qu’ils se nourrissent dans les pins mais aussi dans les plantes herbacées pour extraire les graines des capitules, à la manière du chardonneret.
Pour Ottaviani (2011), il se nourrit aussi de graines d’astéracées des genres Taraxacum (pissenlit) et Gymnocoronis ainsi que de la sauge élégante (Salvia elegans).

## Mœurs
Howell (1972) a exploré la savane plantée de pins, de basse altitude, du nord-est du Nicaragua où il a observé la sous-espèce S. n. oleacea. Les tarins y étaient modérément communs et irrégulièrement répartis à travers la savane arborée mais restaient strictement confinés à cet habitat. Ils pouvaient former de petits groupes comptant jusqu’à dix oiseaux à n’importe quelle période de l’année ou bien se joignaient à des groupes mixtes mais ils se tenaient aussi seuls ou évoluaient en couples isolés ou encore en couples au sein d’une troupe. Ce comportement est sans doute lié à la disponibilité de la nourriture. Le 1er décembre, Howell observa un groupe d’une dizaine de tarins s’envolant pour aller se nourrir de graines d’Hypolytrum. Il collecta trois oiseaux dont les gésiers contenaient jusqu’à 40 de ces graines sphériques d’un millimètre et demi de diamètre.

## Voix
L’appel est un nasillard teu rappelant celui du tarin à dos noir, un tseeeu ou un djeein étiré, un jeht-jeht sec ou encore un ti-chie nasal. Le chant consiste en un babil varié et précipité ou un gazouillis susurré, souvent prolongé avec incorporation de notes nasales ou métalliques (Howell & Webb 1995).

## Nidification
Selon Howell (1972), les mâles chantaient à chacune de ses visites dans la région sauf en août. D’après des examens (gonades et ovaires) pratiqués sur des mâles et des femelles adultes, il concluait que la saison de reproduction durait particulièrement longtemps, de fin-novembre à courant-avril, chez cette population. En août, Howell aperçut un groupe de dix immatures (tous à tête verte) ainsi qu’un groupe familial composé de trois immatures et d’un adulte à tête noire. Le 27 novembre, il observa un couple dont le mâle chantait souvent et semblait même nourrir la femelle à une occasion. Ce couple paraissait occuper une aire d’environ 150 m de diamètre.